# Bonneville-la-Louvet

Bonneville-la-Louvet este o comună în departamentul Calvados, Franța. În 1 ianuarie 2022 avea o populație de 822 de locuitori.